# Геологија Украјине
Геологија Украјине је регионална студија стена, минерала, тектонике, природних ресурса и подземних вода у Украјини. Најстарије стене у региону су део Украјинског штита и формиране су пре више од 2,5 милијарди година у архаичком еону прекамбријума. Екстензивна тектонска еволуција и бројни планински догађаји орогенезе разбили су кору на бројне блокове, хорсте, грабене и депресије. Украјина је повремено била поплављена док се кора спуштала током већег дела палеозоика, мезозоика и раног кенозоика, пре него што је формирање Алпа и Карпата дефинисало већи део њене тренутне топографије и тектонике. Украјина је била под утицајем плеистоценских глацијација у последњих неколико стотина хиљада година. Земља има бројна лежишта метала, као и минерала, грађевинског камена и висококвалитетног индустријског песка.

## Стратиграфија, тектоника и геолошка историја
У раном архаику, почео је да се формира најстарији гранитни слој који сада формира прекамбријски кристални подрум Украјине. Ове стене, укључујући плагиокласни гранит, базалт и гнајс, прерађене су у гранулитне појасеве услед тектонске еволуције у Археју. Касни археј је обележен таложењем древних греивака, чарнокита и основних ерупција из бројних вулкана и фумарола.

### Протерозоик (пре 1,5 милијарди-539 милиона година)
Тектонске силе су сломиле архаичку подрумску стену у шавове, блокове, корита и удубљења до почетка протерозоика, иако је почело ново савијање. Еволуција стенских јединица у протерозоју произвела је стабилан украјински штит, који је бајкалском орогенезом даље разбијен на формације хорста и грабена. Током рифејског периода, оцртавања источноевропске стратиграфије, почео је да се формира Дњепарско-доњецки расцеп.

### Палеозоик (пре 539-251 милиона година)
У палеозоику, област Волин-Подоља и јужна Украјина су се слегли и преплавили их морска трансгресија, која је потопила регион до девона (или до перма јужније). Украјина је доживела вулканску активност везану за каледонску орогенезу. Лавовско-волинска депресија се развила на Волинско-подолској платформи током девона и карбона.
Даље тектонске промене настале су са херцинском орогенезом, чиме је почело формирање Причерноморске депресије. Базалт и алкалне вулканске стене су за то време продрле у Дњепарско-Доњецку зону расцепа и формирале су се Дњепарско-Доњецка депресија и Доњецки басен. Ове синклиналне структуре биле су поплављене морем у средњем девону.
У касном палеозоику, од перма до тријаса, вратили су се континентални услови сувог копна.

### Мезозоик (пре 251-66 милиона година)
Велики део Украјинског штита био је поплављен током кимеријске орогенезе када се формирала велика антиклинала. Кора се срушила у Дњепарско-доњецкој депресији и Доњецком басену, а дубља мора су продрла даље у унутрашњост током јуре. Раседи су настали када су Алпи почели да се граде, заједно са Карпатским планинама, одвајајући већи део Украјине од Предкарпатског предњег дела и Закарпатске депресије. Средишњи украјински штит је потопљен током креде.

### Кенозоик (пре 66 милиона година-данас)
У кенозоику опште уздизање региона довело је до повлачења мора на север, са изузетком трансгресије током еоцена. Морски басени су се коначно у потпуности повукли у олигоцену. Мегантиклиноријум се формирао на Криму до краја олигоцена. Током плеистоцена у недавној геолошкој прошлости, већи део Украјине био је прекривен глечерима са изузетком области око Азовског и Црног мора које су биле поплављене током тог временског периода.

## Геологија природних ресурса
Протерозојски украјински штит садржи лежишта гвоздене руде у Криворошком басену, док се гвоздена руда налази и у неогенској Причерноморијској депресији. Руде мангана су познате из олигоценских стена на јужној падини украјинског штита, а титан се налази у магматским и алувијалним наслагама. На штиту се такође налазе волфрам, молибден, ванадијум, никл, кобалт и хром. Наслаге живе у басену Доњецка налазе се у карбонским пешчарима, као иу Закарпатском кориту и на Криму (такође се налази минерализација олово-цинк-злата, док се бакар налази у пермским стенама у басену Доњеца).
Геолози су открили налазишта нафте и гаса у неогену Предкарпатског предњег дела, палеозоику Дњепарско-доњецке депресије и у олигоцену Причерноморске депресије. Велике резерве угља налазе се у басену лигнита Дњепра, басену Доњецка и Лавовско-волинској депресији. Поред тога, Украјина има запаљиве црне шкриљце и наслаге тресета.
Грађевинска индустрија често вади прекамбријски гранит из украјинског штита, док хемијска индустрија вади камену со, талк, лискун, фелдспат и песак од стакла.